# Aliki Panayides
Aliki Panayides (* 13. Mai 1964 in Bern) ist eine Schweizer Politikerin (SVP).

## Leben
Aliki Panayides studierte Archäologie, Kunstgeschichte und Architekturgeschichte an den Universitäten Bern und Barcelona und schloss 1997 ihr Doktorat mit der Dissertation „Von Affe bis Zebu : Tierdarstellungen und Tierverständnis im Hellenismus“ ab. Berufsbegleitend bildete sie sich juristisch weiter mit einem Diploma of advanced studies in law am Institut für Europa- und Wirtschaftsvölkerrecht in Bern.
Ihr politisches Engagement begann mit der Arbeit auf dem Generalsekretariat der SVP Schweiz, wo sie 1997 als wissenschaftliche Mitarbeiterin einstieg, ab 2000 als stv. Generalsekretärin tätig war und schliesslich 2007 auf die Geschäftsstelle der SVP Kanton Bern wechselte und dort die Nachfolge des damaligen Geschäftsführers und späteren Regierungsrats Christoph Neuhaus übernahm. 
Seit 2008 ist Panayides Gemeinderätin von Ostermundigen, seit 2010 ist sie Vize-Gemeindepräsidentin.
2021–2022 war Panayides Mitglied des Grossen Rats des Kantons Bern, verpasste allerdings durch den Sitzverlust der Partei knapp die Wiederwahl.